# Pločno
Pločno – szczyt w paśmie Čvrsnica w Górach Dynarskich. Leży w Bośni i Hercegowinie, blisko granicy z Chorwacją. Jest to najwyższy szczyt pasma Čvrsnica, Federacji Bośni i Hercegowiny; uznawane jest też za najwyższy szczyt Hercegowiny, aczkolwiek nie posiada ona granic, co utrudnia określenie najwyższego szczytu.